# Bzenov
Bzenov (em húngaro: Berzenke) é um município da Eslováquia, situado no distrito de Prešov, na região de Prešov. Tem 3,21 km² de área e sua população em 2018 foi estimada em 770 habitantes.

## Demografia
| Ano:        | 1994 | 2004   | 2014   | 2024 |
| ----------- | ---- | ------ | ------ | ---- |
| Broj ljudi: | 677  | 728    | 778    | 778  |
| Razlika:    |      | +7,53% | +6,86% | +0%  |

| Ano:               | 2023 | 2024   |
| ------------------ | ---- | ------ |
| Número de pessoas: | 786  | 778    |
| Diferença:         |      | -1,01% |